# Dormowo

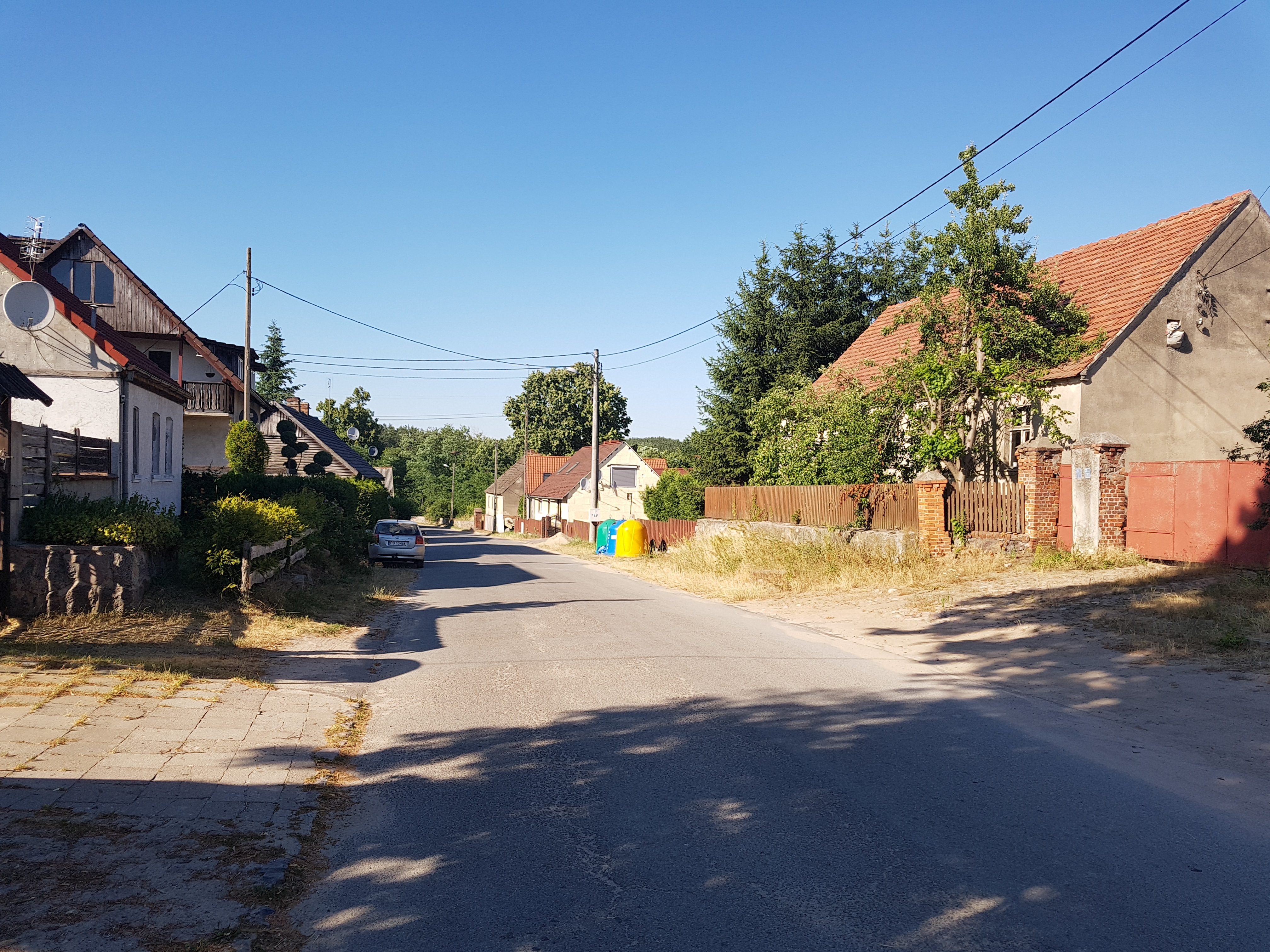
Zabudowa wsi

Dormowo (pol. hist. Durmowo) – wieś sołecka w Polsce położona w województwie wielkopolskim, w powiecie międzychodzkim, w gminie Międzychód.

## Historia
Miejscowość pierwotnie związana była z Wielkopolską. Ma metrykę średniowieczną i istnieje co najmniej od połowy XV wieku. Wymieniona pierwszy raz w dokumencie zapisanym po łacinie z 1469 jako Durmowo.
Okolice miejscowości zasiedlone były jednak wcześniej niż odnotowały to historyczne, archiwalne zapisy. W pobliżu Wielkiego Jeziora Dormowskiego archeolodzy odkryli grodzisko o nie ustalonej chronologii.
Miejscowość początkowo była własnością szlachecką, a później kościelną należącą do biskupstwa poznańskiego leżącą w kluczu pszczewskim. W 1472 leżała w powiecie pozańskim Korony Królestwa Polskiego. W 1508 należała do parafii Kamionna.
Pierwsza wzmianka pochodzi z akt sądowych z 1469 kiedy pozwany został Piotr Głażewski z Zatomia Starego i Nowego, z Dormowa i Głażewa przez pannę Burnetę córkę zmarłego Sędziwoja Waty z Gorzycy koło Międzyrzecza. W 1470 Głażewski zapisał żonie Annie po 150  grzywien posagu oraz wiana na połowie Głażewa i połowie Dormowa. W 1472 Piotr Głażewski, zwany też od innej miejscowości Słomowskim, otrzymał od brata Jana Słomowskiego Dormowo oraz Głażewo, z wyłączeniem połowy folwarku, 1,5 łana sołectwa, 6 zagrodników oraz dworu w Głażewie, a w zamian za to dał mu Zatom Stary i Nowy. W 1472 Piotr Głażewski zapisał wikariuszom katedry poznańskiej 2,5 grzywny czynszu rocznego na połowie Dormowa za 30 grzywien szer. półgroszy z zastrzeżeniem prawa wykupu. 
W końcu XV wieku właścicielem połowy wsi był Mścich Buszewski, który nosił także od nazwy wsi odmiejscowe nazwisko Durmowski. W 1486 nabył połowę Dormowa od Piotra Głażewskiego z zastrzeżeniem prawa wykupu za 100 kóp szer. półgroszy. W 1489 zbył połowę wsi wraz z 2 łanami sołectwa, nabytą niegdyś przezeń od Jana Słomowskiego z zastrzeżeniem prawa wykupu za 100 kóp szer. półgroszy. W 1494 Mścich dał w dożywocie żonie Annie na sumie pieniężnej, którą ma na połowie Dormowa. W 1494 Andrzej Głażewski przyznał się przed sądem do 10 złotych węgierskich długu na rzecz Mścicha dziedzica dormowskiego, a do czasu spłaty tej sumy zezwolił mu na połów ryb małą siecią zwaną włók w jeziorze Wiele. W 1494 starosta generalny Wielkopolski nałożył 100 grzywien kary umownej między Mścichem z Dormowa, a Andrzejem Głażewskim, "gdyby nie zachowali pokoju między sobą". 1494 obu skonfliktowanych szlachciców próbowali pogodzić sędziowie polubowni pod karą umowną 50 grzywien. Według ugody Durmowski nie miał praw do jeziora Wiele, a tylko mógł w nim łowić ryby małą siecią zwaną gonna szerzą oraz narzędziami zwanymi bębenki. Nie miał także żadnego prawa do młyna oraz stawów. Zezwolono jemu oraz jego kmieciom na wyręby drzew w gajach na Durmowie, lecz nie na sprzedaż. W 1500 Andrzej Głażewski ponownie wnosi pozew, w którym twierdził, iż Durmowski naruszając ugodę, zawartą pod karą umowną 50 grzywien, wdarł się przemocą w to jezioro. Durmowski natomiast twierdził, że jezioro leży w Dormowie, a nie w Głażewie i że nie było ugody, zaś woźny z podsędkiem poznańskim mieli stwierdzić, gdzie jezioro faktycznie leży i czy była zawarta ugoda.
W 1497 Andrzej Głażewski, Słomowski sprzedał szlachciance Urszuli Krasce żonie Wojciecha Stodółki Kosickiego 4 łany we wsi: Miroszkowski, Gilewski, Kołodziejewski oraz Wargaczewski oraz 2 zagrody i młyn, a także jezioro Wiele w Głażewie koło Dormowa, rezerwując sobie w tym jeziorze prawo połowu ryb włokiem i innymi małymi narzędziami, za 50 złotych węgierskich z zastrzeżeniem prawa wykupu. W 1498 król polski Jan I Olbracht dał Mikołajowi Opalińskiemu prawo do dóbr Głażewo i Dormowo należącego do Andrzeja Głażewskiego, które zostały mu skonfiskowane pod zarzutem zaniedbania obowiązku pospolitego ruszenia w czasie wojny polsko-tureckiej w latach 1485–1503.
Miejscowość stała się wsią biskupią w początku XVI wieku w wyniku wymiany. W 1508 Andrzej Głażewski dał wsie Dormowo oraz Głażewo biskupowi poznańskiemu w zamian za wieś Białężyn koło Murowanej Gośliny oraz 700 złotych węgierskich, a król polski Zygmunt Stary na prośbę biskupa zgodził się na tę zamianę, nadając wsiom Dormowo oraz Głażewo immunitet.
Wieś odnotowały także historyczne rejestry podatkowe. W 1508 pobrano ze wsi wiardunki wojenne z 5 półłanków. W 1563 miał miejsce pobór z 3 łanów, jednego łana sołtysa, młyna korzecznika o jednym kole wodnym oraz od karczmy dorocznej. W 1564 Dormowo wieś biskupów poznańskich liczyła 16 łanów, z czego jeden łan sołecki, 7 łanów osiadłych oraz 8 łanów opuszczonych. Z łanów osiadłych płacony był roczny czynsz w wysokości 28 groszy, jednej ćwiertni owsa, dwóch kapłonów oraz 30 jaj. Natomiast z łanów opuszczonych najemcy dawali tylko po 28 groszy. Sołtys dawał jeden floren 18 groszy, karczmarz 12 groszy, młynarz na trzeciej mierze winien utuczyć rocznie dwa wieprze. Rybacy na dwóch jeziorach z 7 toniami niewodowymi najmowali na „wloki”. Z Dormowa dawano owies w ramach opłaty zwanej "wiecne" oraz koguty, tak jak robiono to w całym kluczu pszczewskim dóbr biskupich. W 1577 płatnikiem poboru podatkowego było biskupstwo poznańskie. W 1580 miał miejsce pobór we wsi z 3,5 łana, od 4 zagrodników, dwóch komorników, z półłanka karczmarskiego oraz młyna dorocznego o dwóch kołach wodnych.
Wieś duchowna Durmowo, własność biskupstwa poznańskiego. W okresie Rzeczypospolitej Obojga Narodów miejscowość pod koniec XVI wieku leżała w powiecie poznańskim województwa poznańskiego. Należała do klucza pszczewskiego.
W wyniku II rozbioru Rzeczypospolitej w 1793, miejscowość przeszła w posiadanie Prus i jak cała Wielkopolska znalazła się w zaborze pruskim. Jako wieś leżącą w powiecie międzyrzeckim zanotował ją XIX wieczny Słownik geograficzny Królestwa Polskiego. We wsi było wówczas 34 domy, które zamieszkiwało 289 mieszkańców w tym 272 katolików oraz 17 ewangelików. Słownik odnotowuje, że we wsi było 112 analfabetów.
W latach 1975–1998 miejscowość administracyjnie należała do województwa gorzowskiego.

## Położenie geograficzne
Dormowo położone jest nad dwoma niewielkimi jeziorami Pojezierza Międzychodzko-Sierakowskiego:
- Jeziorem Dormowskim (ok. 27 ha)
- Jeziorem Dormowskim Małym (3,11 ha).